# Backpulver

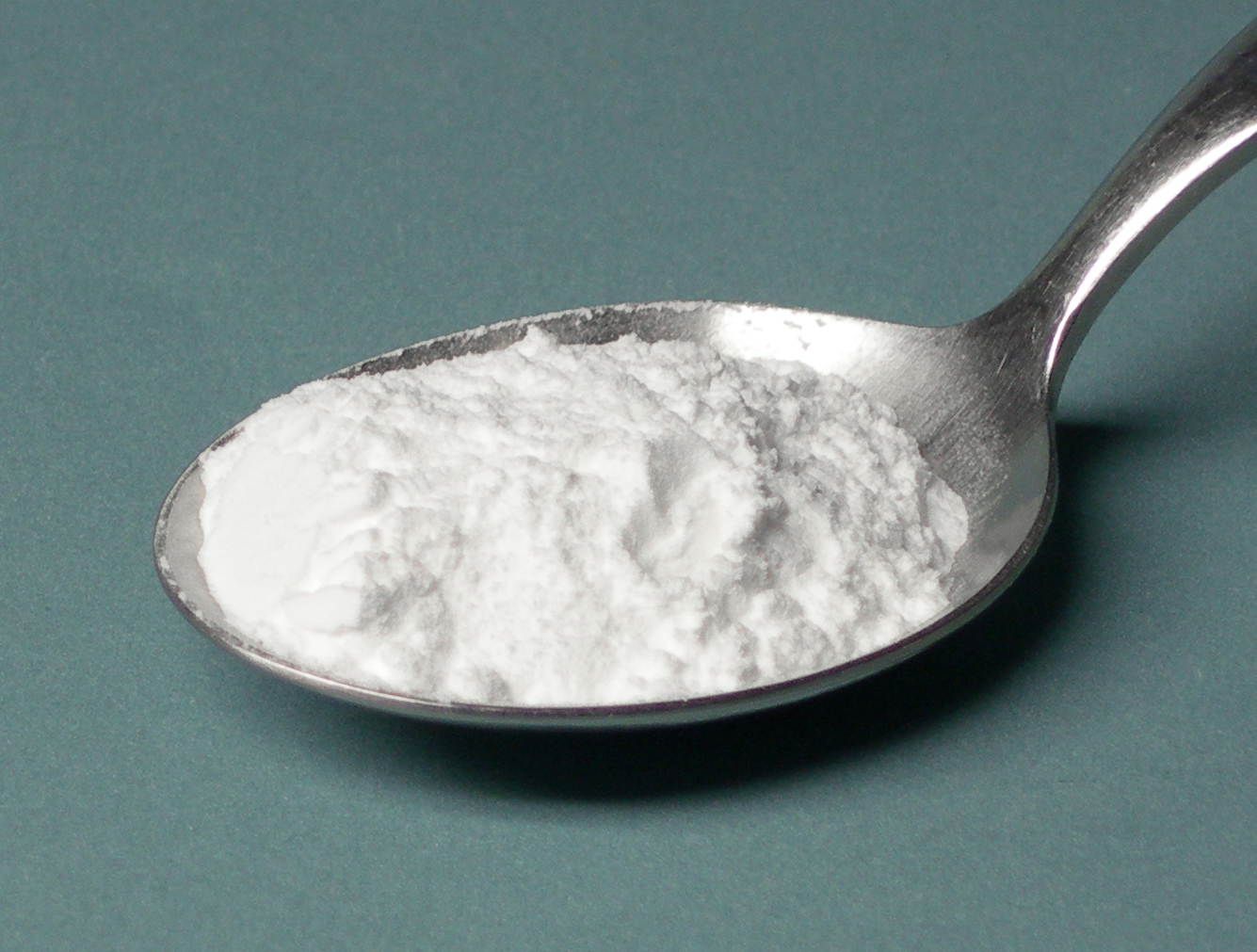
Ein Teelöffel Backpulver

Backpulver ist ein zum Backen benutztes Triebmittel, das unter Einwirken von Wasser und Wärme gasförmiges Kohlenstoffdioxid (CO2) freisetzt. Durch die CO2-Entwicklung wird das Volumen des Teigs vergrößert, der Teig wird aufgetrieben.

## Zusammensetzung
Backpulver ist eine Mischung aus einem Backtriebmittel (als CO2-Quelle), meist Natriumhydrogencarbonat (Natron) oder Kaliumhydrogencarbonat, und einem oft phosphathaltigen Säuerungsmittel wie Dinatriumdihydrogendiphosphat (E 450a) oder Calciumdihydrogenphosphat (E 341a) oder einer phosphatfreien Alternative wie Weinstein als Säureträger. Zudem wird ein Trennmittel (etwa 20 bis 60 %) aus Mais-, Reis-, Weizen- oder Tapiokastärke bzw. Weizenmehl zugegeben, um Feuchtigkeit zu binden und so eine vorzeitige CO2-Entwicklung zu verhindern. In Low-Carb-Alternativen wird auf Kokosmehl oder Hanffasern zurückgegriffen. Manchmal werden Stoffe wie Zitronenpulver (auch als Säuerungsmittel), Vanillin oder Ethylvanillin zur Aromatisierung zugesetzt.
Backpulver wird für den Gebrauch in Haushalten in Portionsverpackungen („Briefchen“) im Handel angeboten. Bei Teigen wird es vor allem dem Rührteig zugefügt. Im Mürbeteig (Tortenböden, Kekse) ist der Einsatz von Backpulver eher selten. Im Hefeteig kommt Hefe als Backtriebmittel zum Einsatz.
Bei flachen Dauergebäcken wird eher Ammoniumhydrogencarbonat verwendet, für Leb- und Honigkuchen in Verbindung mit Kaliumcarbonat (Pottasche). Manchmal wird für Lebkuchen auch Hirschhornsalz oder eine Mischung von Ammoniumhydrogencarbonat und Ammoniumcarbamat im Verhältnis 1:1 eingesetzt. Ab 60 °C zersetzt sich diese in Ammoniak, Kohlenstoffdioxid und Wasser.

### Beispiele
| Name / Hersteller                     | Backtriebmittel                    | Säuerungsmittel                                             | Trennmittel                 | Sonstige Zutaten                                                           |
| ------------------------------------- | ---------------------------------- | ----------------------------------------------------------- | --------------------------- | -------------------------------------------------------------------------- |
| Dr. Oetker Backin Original            | Natriumhydrogencarbonat (E 500)    | Dinatriumdiphosphat (E 450)                                 | Maisstärke (22 %) a         |                                                                            |
| RUF Backpulver                        | Natriumhydrogencarbonat (E 500)    | Diphosphate (E 450)                                         | Maisstärke (~ 21 %) a       |                                                                            |
| RUF Bio Weinstein Backpulver          | Natriumcarbonate (E500)            | Kaliumtartrat (E336)                                        | Maisstärke (~ 44 %) a       |                                                                            |
| Kotányi Backpulver                    | Natriumhydrogencarbonat            | Dinatriumdihydrogendiphosphat                               | Weizenmehl                  |                                                                            |
| Kotányi Weinstein Backpulver          | Natriumhydrogencarbonat            | Monokaliumtartrat (56 %), Citronensäure                     | Maisstärke                  |                                                                            |
| Alnatura Bio Reinweinstein Backpulver | Natriumhydrogencarbonat (~31 %) b  | Monokaliumtartrat (25 %)                                    | Maisstärke (~ 44 %) a       |                                                                            |
| Wiberg Backpulver aus Weinstein       | Natriumhydrogencarbonat            | Weinstein                                                   | Stärke (~ 18 %) a           |                                                                            |
| Royal Baking Powder Double Acting     | Natriumhydrogencarbonat            | Aluminiumnatriumsulfat (E 521), Monocalciumphosphat (E 341) | Maisstärke                  |                                                                            |
| Biovegan Meister Backpulver, BIO      | Natriumcarbonate                   | Kaliumtartrate (22,8 %)                                     | Tapiokastärke (~ 40 %) a    | Verdickungsmittel: Guarkernmehl, Säuerungsmittel/Aroma: Zitronensaftpulver |
| Natura Weinstein Backpulver           | Natriumhydrogencarbonat            | Monokaliumtartrat                                           | Maisstärke (~ 60 %) a       |                                                                            |
| Natura Bio Weinstein-Backpulver       | Natriumhydrogencarbonat (~ 8 %) b  | Weinstein (27 %)                                            | Maisstärke (~ 65 %) a       |                                                                            |
| Zimmermann Bio Backpulver (Low Carb)  | Natriumhydrogencarbonat            | Monokaliumtartrat                                           | Haferfasern (~ 26 %) a      |                                                                            |
| Arche Weinstein Backpulver            | Natriumhydrogencarbonat            | Monokaliumtartrat                                           | Maisstärke (~ 65 %) a       |                                                                            |
| Leckers Bio Reinweinstein Backpulver  | Natriumhydrogencarbonat (~ 31 %) b | Monokaliumtartrat (24,7 %)                                  | Maisstärke (~ 44 %) a       |                                                                            |
| Haas Backpulver                       | Natriumcarbonate                   | Diphosphate                                                 | Maisstärke (~ 25 %) a       |                                                                            |
| Haas Weinstein Backpulver             | Natriumcarbonate                   | Kaliumtartrate (35 %)                                       | Maisstärke (~ 18,4 %) a     | Säuerungsmittel: Citronensäure                                             |
| Vitafy Loca Low Carb Backpulver       | Natriumhydrogencarbonat            | Monokaliumtartrat                                           | Kokosmehl teilentölt (31 %) |                                                                            |
| Migros Patissier Backpulver           | Natriumcarbonat (E500)             | Diphosphate (E450)                                          | Maisstärke                  |                                                                            |

## Wirkung
Unter Anwesenheit von Feuchtigkeit (Wasser aus den Backzutaten) reagiert das Natron mit der Säure und setzt Kohlenstoffdioxid frei, wodurch kleine Gasbläschen entstehen und der Teig aufgelockert wird. Die chemische Reaktion lässt sich dabei wie folgt formulieren:
Reaktion mit Säure:
Damit wird ein ähnlicher Trieb erreicht wie bei der Verwendung von Pilzen der Backhefe im Hefeteig und Bakterien im Sauerteig, wo ebenfalls CO2 entsteht. Die Zugabe von Backpulver verkürzt die Zubereitungszeit, da Hefepilze und Bakterien zur Produktion von CO2 mehr Zeit benötigen (zwischen einer halben Stunde und einem Tag). Die Teigsorten unterscheiden sich allerdings erheblich in Geschmack und Konsistenz.
Bei Temperaturen über etwa 100 °C (z. B. Backofen, Waffeleisen, Fritteuse) beginnt sich das Natron auch thermisch zu zersetzen, wobei bei 70–75 °C Restwasser abgegeben wird:
Die bereits beim Mischen des Teiges anfallende Treibwirkung wird Vortrieb genannt, die durch die Backhitze ausgelöste dagegen Nachtrieb, wobei gewünscht ist, dass der Nachtrieb den Großteil der Treibwirkung ausmachen soll.

### Double-Acting-Backpulver

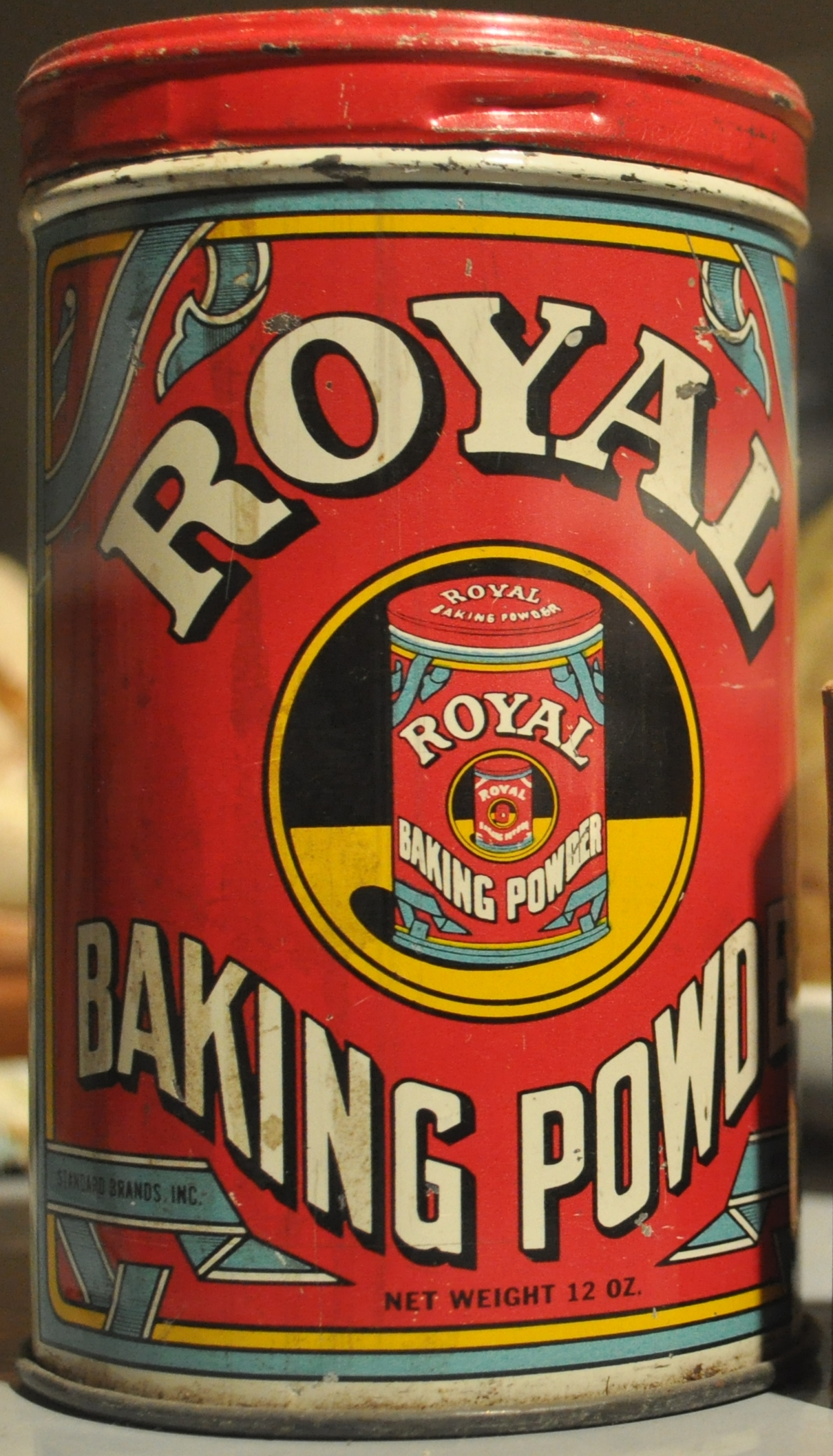
Das doppelt reagierende Backpulver „Royal Baking Powder“, in einer Verpackung aus der ersten Hälfte des 20. Jahrhunderts. Bestehend aus Natriumhydrogencarbonat,	Aluminiumnatriumsulfat und Monocalciumphosphat. Aus ihnen entweicht nur ein kleiner Teil an Gas beim Mischen des Teiges und der große Rest beim Backen.

Während die zuvor beschriebenen Reaktionen unter Anwesenheit einer einzelnen sauren Komponente ablaufen, verfügen die – vorwiegend im angloamerikanischen Raum verbreiteten – Double-Acting-Backpulver (engl. etwa „doppelt aktives bzw. reagierendes“) über eine zweite saure Komponente, die erst bei höheren Temperaturen mit dem Backtriebmittel reagiert. Der Vorteil liegt darin, dass die Zeit bis zur ersten Aktivierung des Backtriebmittels von der ursprünglichen Vermengung der feuchten Zutaten in die eigentliche Backphase verschoben wird.
Als Säuerungsmittel, welches erst durch Wärme aktiviert wird, kommen vor allem Weinstein in der Form von Monokaliumtartrat oder Monocalciumphosphat (für niedrige Reaktionstemperaturen) sowie Aluminiumnatriumsulfat (für höhere Reaktionstemperaturen ab ca. 60 °C) zum Einsatz.

## Geschichte

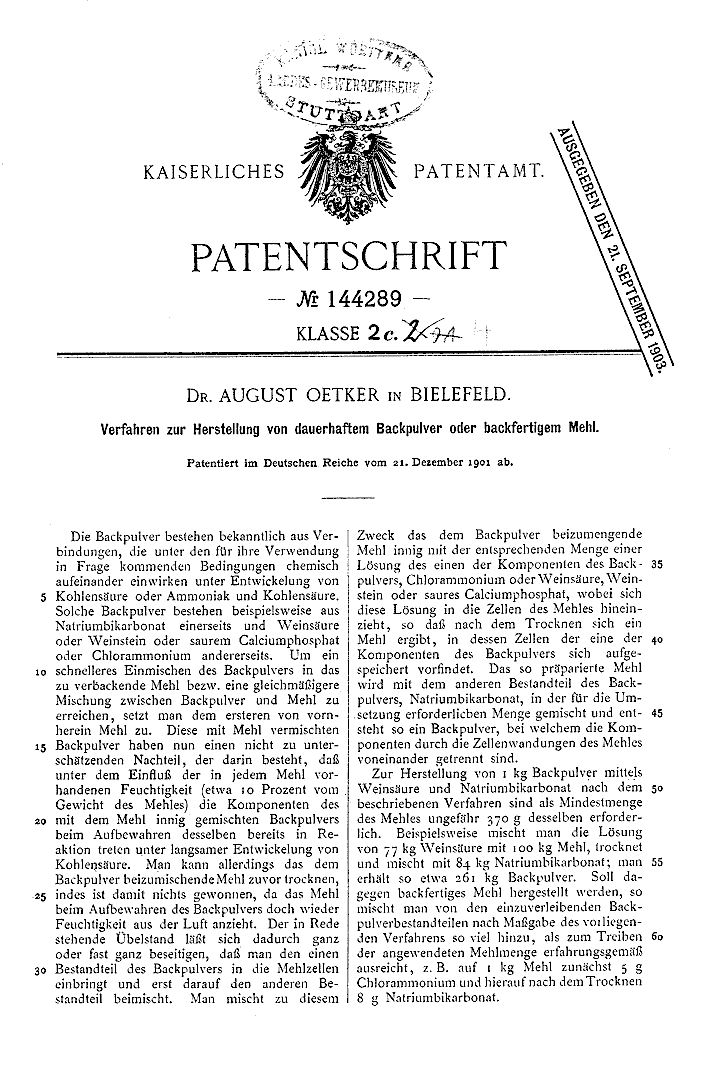
Patentschrift für die Herstellung von Backpulver vom 21. September 1903

Das erste Backpulver wurde 1843 von dem in Birmingham ansässigen Lebensmittelhersteller Alfred Bird entwickelt.
Das Backpulver wurde von Eben Norton Horsford, einem Schüler von Justus von Liebig, erfunden. Horsford experimentierte zunächst mit saurem Calciumphosphat und Natriumhydrogencarbonat. Der deutsche Apotheker und Unternehmer Ludwig Clamor Marquart produzierte und vertrieb als Erster auf dieser Grundlage ein entsprechendes Backpulver.
1854 gründete Horsford mit George Francis Wilson (1818–1883) in den USA die Rumford Chemical Works, um Backpulver zu produzieren und verkaufte das dort produzierte neue Mittel unter dem Namen yeast powder (Hefepulver). Liebig war in der Lage, das Mittel durch Zugabe von Kaliumchlorid weiter zu verbessern, und Horsford ließ das Mittel als baking powder patentieren. Da sich Backwaren (einschließlich Brot) leichter industriell herstellen lassen, brachte der einsetzende Sezessionskrieg (1861–1865) eine große Nachfrage nach Backpulver, und Horsford musste seine Produktionsanlagen ständig erweitern.
Liebig führte 1868 weitere Arbeiten über Backpulver und Brotbacken durch, als in Ostpreußen eine große Hungersnot herrschte. In Hannover wurde Backpulver nach der Rezeptur des Chemikers Justus von Liebig zunächst ab Anfang 1869 von der Fabrik chemischer Produkte und Farbewaaren Hartmann & Hauers, Holzmarkt 4, angeboten. Diese empfahl es anfangs weniger für den privaten Hausgebrauch, sondern vor allem, mit Zentnerpreisen versehen, zum Brotbacken für Bäcker und Weiterverarbeiter im Wochenblatt für Handel und Gewerbe:
Der Erfolg des Backpulvers in Deutschland begann schließlich mit August Oetker, der 1891 die Aschoff’sche Apotheke in Bielefeld erworben hatte und Backpulver in kleinen Portionen verkaufte. Er bewarb die Verwendung zum privaten Kuchenbacken im Gegensatz zur bisherigen Verwendung in Bäckereien zum Brotbacken. Ab 1893 füllte er sein Backpulver Backin ab, 1898 ging er zur Massenproduktion über. Am 27. November 1902 wurde die Marke registriert. Am 21. September 1903 wurde das entsprechende Verfahren durch Oetker patentiert, das bis heute Anwendung findet.